# Russell Stewart
Russell „Rusty“ Stewart (* 9. Oktober 1960 in Melbourne, Victoria) ist ein ehemaliger australischer Dartspieler. Er war sowohl bei der British Darts Organisation (BDO) als auch bei der Professional Darts Corporation (PDC) aktiv. Er nutzte „Rusty“ ebenfalls als Spitzname bei seinen Partien.

## Leben
Stewart verdient sein Geld zurzeit mit der Arbeit für die australische Regierung in Canberra.

## Karriere
Stewart war einer der erfolgreichsten australischen Dartspieler der 1980er-Jahre. So gewann er unter anderem die Australian Singles vier Mal (1988, 1989, 1993 and 1994), das Pacific Masters drei Mal (1983, 1984, 1990), das Australian Masters fünf Mal in sechs Jahren (1983, 1984, 1985, 1987, 1988) und das Australian Grand Masters sechs Mal in drei verschiedenen Dekaden (1987, 1988, 1989, 1990, 1993, 2001). Er gewann außerdem zwei Mal das Einzel des Pacific Cup in Tokio, Japan und Vancouver, Kanada. Sein einziger Major-Titel in Großbritannien waren die Scottish Open im Jahr 1983. Er erreichte aber auch zwei Mal das Halbfinale des MFI World Matchplay und auch das Viertelfinale des Winmau World Masters 1985 und 1988. Stewart erreichte zudem das Finale gegen Eric Bristow beim BDO World Grand Prix in Tokio 1988. Im Jahr 1989 erreichte er seine höchste Weltranglistenposition, als er hinter Bob Anderson die Nummer zwei der Welt war.
Stewart gab sein Debüt bei der BDO World Championship im Jahr 1984, verlor jedoch in der ersten Runde gegen Peter Locke. Er trat insgesamt elf Mal bei der BDO World Championship an, kam jedoch nie über das Achtelfinale hinaus. Zwischen 1985 und 1991 musste er einige Niederlagen gegen die größten Namen der 1980er-Jahre hinnehmen, darunter Bob Anderson 1988 und Phil Taylor 1990, die beide später den Titel gewannen.
Stewart repräsentierte Australien bei sieben Mannschaftswettbewerben des WDF World Cup; 1983 in Edinburgh, Schottland, 1985 in Brisbane, Australien, 1987 in Kopenhagen, Dänemark, 1989 in Toronto, Kanada, 1993 in Las Vegas, Vereinigte Staaten, 1995 in Basel, Schweiz und 2001 in Kuala Lumpur, Malaysia.
Stewart kam außerdem zusammen mit Frank Palko bis ins Finale des Doppels beim WDF World Cup 1985. Hier gab es eine 0:4-Niederlage gegen Eric Bristow und John Lowe für England.
Nachdem er an acht aufeinander folgenden Weltmeisterschaften teilnahm, verpasste er 1992 und 1993 das Turnier, kam aber 1994, auch durch die Absage der Gründungsmitglieder der World Darts Council (WDC), zurück. Er schied 1994 gegen Bobby George in der ersten Runde und gegen Richie Burnett im Achtelfinale von 1995 aus. Burnett gewann später den Titel.
Stewart konnte sich anschließend nur noch einmal für die BDO World Darts Championship qualifizieren. 2002 verlor er hierbei direkt zum Auftakt gegen Mervyn King.
Stewart bestritt auch danach noch Turniere in seiner Heimat und konnte so noch einige Titel für seine Vita gewinnen. Er scheiterte knapp an der Qualifikation zur PDC World Darts Championship 2006, da er das Finale des Oceanic Masters gegen Warren Parry verlor. Im Folgejahr verlor er das Halbfinale gegen den 15-jährigen Mitchell Clegg. Stewart gelang schließlich der Sieg beim Oceanic Masters 2008 und qualifizierte sich so für die PDC World Darts Championship 2009. Es war sein Debüt bei der PDC World Championship und seine zweite Teilnahme bei den World Professional Darts Championship in 14 Jahren. Er musste sich hierbei Adrian Lewis mit 1:3 in den Sätzen geschlagen geben.
Die Russell Stewart Classic wurden nach ihm benannt. 2008 konnte er diese sogar gewinnen.
Seitdem nahm Stewart nicht mehr an Turnieren in Europa teil.

## Weltmeisterschaftsresultate

### BDO
- 1984: 1. Runde (0:2-Niederlage gegen  Peter Locke) (Sätze)
- 1985: Achtelfinale (1:3-Niederlage gegen  Jocky Wilson)
- 1986: 1. Runde (1:3-Niederlage gegen  Malcolm Davies)
- 1987: 1. Runde (2:3-Niederlage gegen  Cliff Lazarenko)
- 1988: Achtelfinale (0:3-Niederlage gegen  Bob Anderson)
- 1989: Achtelfinale (0:3-Niederlage gegen  Dennis Hickling)
- 1990: 1. Runde (1:3-Niederlage gegen  Phil Taylor)
- 1991: Achtelfinale (2:3-Niederlage gegen  Bob Anderson)
- 1994: 1. Runde (0:3-Niederlage gegen  Bobby George)
- 1995: Achtelfinale (1:3-Niederlage gegen  Richie Burnett)
- 2002: 1. Runde (1:3-Niederlage gegen  Mervyn King)

### PDC
- 2009: 1. Runde (1:3-Niederlage gegen  Adrian Lewis)